# Stall av återvändande blad
Stall av återvändande blad är en term inom helikopterflygning, där stall står för förlust av lyftkraft, och återvändande blad syftar på det av helikopterns rotorblad - propellerblad - som är på väg mot flygriktningen.. Eftersom autogiron också använder rotorer för sin lyftkraft kan den också drabbas av fenomenet.
På en helikopter vars rotor sett från ovan snurrar moturs kommer rotorbladen att färdas framåt på höger sida av helikoptern och bakåt på den vänstra. När helikoptern flyger framåt får blad som är på väg framåt en högre hastighet gentemot den omgivande luften än blad som är på väg bakåt, eftersom även fartvinden spelar in. Inne vid rotorns nav kan då hastigheten gentemot luften hos det blad som är på väg bakåt, bli negativ. Därför har de flesta helikoptrar ingen vingprofil på bladen på det första stycket från navet.
Vid höga hastigheter riskerar det bakåtgående bladet att stalla helt, varvid helikoptern skulle tippa omkull. Helikopterns altitud spelar även in eftersom rotorbladens anfallsvinkel då är högre. De flesta hellikoptertillverkarna publicerar därför diagram som visar högsta tillåtna hastighet vid given höjd.
Stall av återvändande blad korrigeras genom att först sänka stigspaken för att minska rotorbladens anfallsvinkel, därefter kan helikopterns hastighet minskas med hjälp av helikopterns styrspak.